# 山河农场
山河农场是一个位于中华人民共和国黑龙江省黑河市嫩江市的农场，亦是黑龙江省农垦九三管理局所属的一个农场。
山河农场始建于1955年，地处小兴安岭西麓伸向松嫩平原的过渡地带，总面积754平方公里。农场下辖4个管理区、3个畜牧养殖区、1个乐山林场和9个企事业单位，总人口13172人。

## 行政区划
山河农场下辖以下单位：
山河场直社区、山河农场第一管理区、山河农场第二管理区、山河农场第三管理区、山河农场第四管理区、山河农场第五管理区、山河农场第六管理区、山河农场第七管理区和山河农场第八管理区。